# The Awakening (album Caliban)
The Awakening – szósty album studyjny niemieckiej grupy muzycznej Caliban, wydany 25 maja 2007 nakładem Roadrunner Records.
Płyta powstawała od listopada 2005 do maja 2007. W odróżnieniu od dwóch poprzednich płyt (The Opposite from Within i The Undying Darkness) grupa zminimalizowała udział melodyjnych wokali. Odmianą był także pozytywny charakter zawarty w samym tytule płyty oraz w tekstach utworów autorstwa Andreasa Dörnera.
Pierwotnie album miał być zatytułowany From Sorrow to Serenity, jednak porzucono ten pomysł, z uwagi na obawy przed posądzeniem o plagiat z racji tego, że jest to wers utworu pt. "My Last Serenade", opublikowanego w 2002 na płycie Alive or Just Breathing grupy Killswitch Engage.
Płytę promował singel pt. "I Will Never Let You Down" do którego został zrealizowany również teledysk.

## Lista utworów
1. "I Will Never Let You Down" – 3:36
2. "Let Go" – 4:01
3. "Another Cold Day" – 4:37
4. "My Time Has Come" – 3:43
5. "Life Is Too Short" – 3:45
6. "Give Me A Reason" – 3:58
7. "Stop Running" – 3:21
8. "The Awakening" – 3:57
9. "I Believe" – 3:23
10. "Rise And Fight" – 3:39
11. "Nowhere To Run, No Place To Hide" – 3:41
12. "I'll Show No Fear" – 3:30

Utwór bonusowy na japońskiej wersji:
13. "I See the Falling Sky" - 5:07

## Twórcy
Skład zespołu
- Andreas Dörner – śpiew, teksty
- Marc Görtz – gitara elektryczna, koprodukcja
- Denis Schmidt – gitara elektryczna, śpiew melodyjny
- Marco Schaller – gitara basowa
- Patrick Grün – perkusja

Udział innych
- Benny Richter – produkcja muzyczna, instrumenty klawiszowe, sample
- Adam Dutkiewicz - miksowanie
- Boris Pracht (były basista Caliban) – projekt okładki[6].
- Bony Fertigmensch - dodatkowa gitara basowa
- Anders Fridén (In Flames) - śpiew dodatkowy w utworze "I See the Falling Sky"[7]
- Sandra Muequin - fotografie